# Samfällighet (juridik)
En samfällighet består av mark, anläggningar, rättigheter med mera som gemensamt tillhör flera fastigheter.

## Ägande
Till skillnad från fastigheter, som ägs av antingen juridiska eller fysiska personer, så ägs samfälligheter av de fastigheter som har del i samfälligheten. Storleken av andelen bestäms vanligtvis vid bildandet av samfälligheten. Andelen utgör en integrerad del av delägarfastigheten och följer med fastigheten vid försäljning eller annan ägaröverlåtelse. Ägarna till de fastigheter som ingår i samfälligheten har ett obegränsat och solidariskt ekonomiskt ansvar för samfällighetens verksamhet.

## Förvaltning
En samfällighet förvaltas antingen direkt av delägarna, delägarförvaltning, eller av särskilt bildad samfällighetsförening, föreningsförvaltning.

## Sverige
Samfälligheter regleras i lagen (1973:1150) om förvaltning av samfälligheter, fastighetsbildningslagen (1970:988), anläggningslagen (1973:1149) och lagen (1998:812) med särskilda bestämmelser om vattenverksamhet (restvattenlagen).
De flesta samfällighetsföreningar i Sverige förekommer bland radhus och fritidshus. Vid bostadsköp skall det framgå i avtalet om bostaden ingår i en samfällighet eller inte. I vissa kvarter förekommer även att villor ingår i samfälligheter. Om en bostadsrättsföreningar ingår i en samfällighetsförening är det själva bostadsrättsföreningen som är medlem där, inte de boende i bostadsrättsföreningarna. 
En samfällighet kan vara:
- en samfällighet enligt fastighetsbildningslagen, som kan vara
  - en samfällighet bestående av mark som ägs av flera fastigheter "för stadigvarande bruk",[5]
  - en gemensamhetsskog, eller skogssamfällighet, mark för skogsbruk som ägs av flera fastigheter,[6]
- en samfällighet bestående av annan mark som ägs av mantalssatta fastigheter i en socken,
- ett servitut eller annan rättighet gemensam för flera fastigheter,
- en gemensamhetsanläggning, eller anläggningssamfällighet, enligt anläggningslagen bestående av anläggningar och rätt till utrymme som ägs gemensamt av flera fastigheter,[7]
- en samfällighet, eller vattensamfällighet, enligt lagen med särskilda bestämmelser om vattenverksamhet, som kan vara
  - en markavvattningssamfällighet, en samfällighet ägd av de fastigheter som dra nytta av markavvattning, till exempel genom dränering eller dikning,[8]
  - en bevattningssamfällighet, som består av en vattentäkt för bevattningsändamål ägd av flera fastigheter,[9]
  - en vattenregleringssamfällighet, som ägs av flera fastigheter som drar nytta av vattenreglering i samband med ett vattenkraftverk,[10] eller
- en exploateringssamfällighet, en samverkan mellan flera fastighetsägare för utökning av bebyggelsen i ett område.[11]

### Delägarförvaltning
Vid delägarförvaltning beslutar delägarna gemensamt. Kan delägarna inte enas om en viss förvaltningsåtgärd, ska lantmäterimyndigheten hålla sammanträde med delägarna för att avgöra frågan. Ett alternativ är att föreningsförvaltning anordnas. Vid sammanträdet har varje delägare en röst oavsett hur många delägarfastigheter han äger. I fråga som har ekonomisk betydelse skall delägarnas röstetal i stället beräknas efter delägarfastigheternas andelstal, om delägare begär det. Beslut kan överklagas till mark- och miljödomstolen inom fyra veckor från beslutsdatum.

### Samfällighetsföreningar i Sverige
En samfällighetsförening bildas genom att delägarna i samfälligheten vid ett sammanträde antar stadgar och utser styrelse. En samfällighetsförening ska registreras hos den statliga lantmäterimyndigheten, Lantmäteriet (till skillnad från andra ekonomiska föreningar, som registreras hos Bolagsverket). Så snart föreningen registrerats blir den juridisk person. Medlemmarnas rätt att delta i föreningens angelägenheter utövas på föreningsstämma.
Den 1 september 2012 fanns det ca 29 500 registrerade samfällighetsföreningar i Sverige. Totalt ingick då cirka 1 114 280 fastigheter som medlemmar i dessa samfällighetsföreningar.
| Typ av samfällighet               | Antal |
| --------------------------------- | ----- |
| Vägsamfällighet                   | 25475 |
| Vattenförsörjning                 | 6908  |
| Radio-TV och/eller tele           | 6352  |
| Elledningar och/eller belysningar | 4132  |
| Värmeanläggning                   | 985   |
| Grönområde                        | 6981  |
| Garage och/eller parkering        | 4587  |
| Kvartersanläggning                | 3119  |
| Bad och/eller båtanläggning       | 1440  |
| Anläggning enligt vattenlagen     | 13    |
| Skiftessamfälligheter             | 866   |
| Övriga                            | 3039  |

Summan av samfällighetsföreningar i ovanstående tabell överstiger totalt antal samfällighetsföreningar i Sverige på grund av att en förening kan förvalta flera olika objekt. På så sätt kommer samma förening att räknas in i flera olika kategorier.

## Källhänvisningar
1. ↑  ”Vad innebär det att bo i en samfällighet?”. Villaägarnas riksförbund. https://samfalligheterna.villaagarna.se/vad-ar-en-samfallighet/vad-innebar-det-att-bo-i-en-samfallighet/. Läst 2 maj 2023.
2. ↑  Inger Evertsson (3 maj 2001). ”Fler sätt att handla tillsammans” (på svenska). Vi i villa. https://viivilla.se/bygg/ny-i-villa/fler-satt-att-handla-tillsammans/. Läst 2 maj 2023.
3. ↑  Nilufer Nouri (14 maj 2022). ”Bostadsrättsföreningar som medlemmar i samfällighet”. Lawline. https://lawline.se/answers/bostadsrattsforeningar-som-medlemmar-i-samfallighet. Läst 2 maj 2023.
4. ↑  1 § lagen (1973:1150) om förvaltning av samfälligheter
5. ↑  6 kap. 1 § fastighetsbildningslagen (1970:988)
6. ↑  6 kap. 2 § fastighetsbildningslagen (1970:988)
7. ↑  14 § anläggningslagen (1973:1149)
8. ↑  3 kap. 1 § lagen (1998:812) med särskilda bestämmelser om vattenverksamhet
9. ↑  4 kap. 1 § lagen (1998:812) med särskilda bestämmelser om vattenverksamhet
10. ↑  5 kap. 1 § lagen (1998:812) med särskilda bestämmelser om vattenverksamhet
11. ↑  6 kap. 2a § fastighetsbildningslagen (1970:988) och 7 § lagen (1987:11) om exploateringssamverkan.
12. ↑  6 § lagen (1973:1150) om förvaltning av samfälligheter
13. ↑  7 § lagen (1973:1150) om förvaltning av samfälligheter
14. ↑  12 § lagen (1973:1150) om förvaltning av samfälligheter
15. ↑  15 § lagen (1973:1150)om förvaltning av samfälligheter
16. ↑  20 § lagen (1973:1150) om förvaltning av samfälligheter
17. ↑  25 § lagen (1973:1150) om förvaltning av samfälligheter
18. ↑  47 § lagen (1973:1150) om förvaltning av samfälligheter
19. 1 2  Sveriges Fastighetsregister 2012-09-01